# Římskokatolická církev v San Marinu

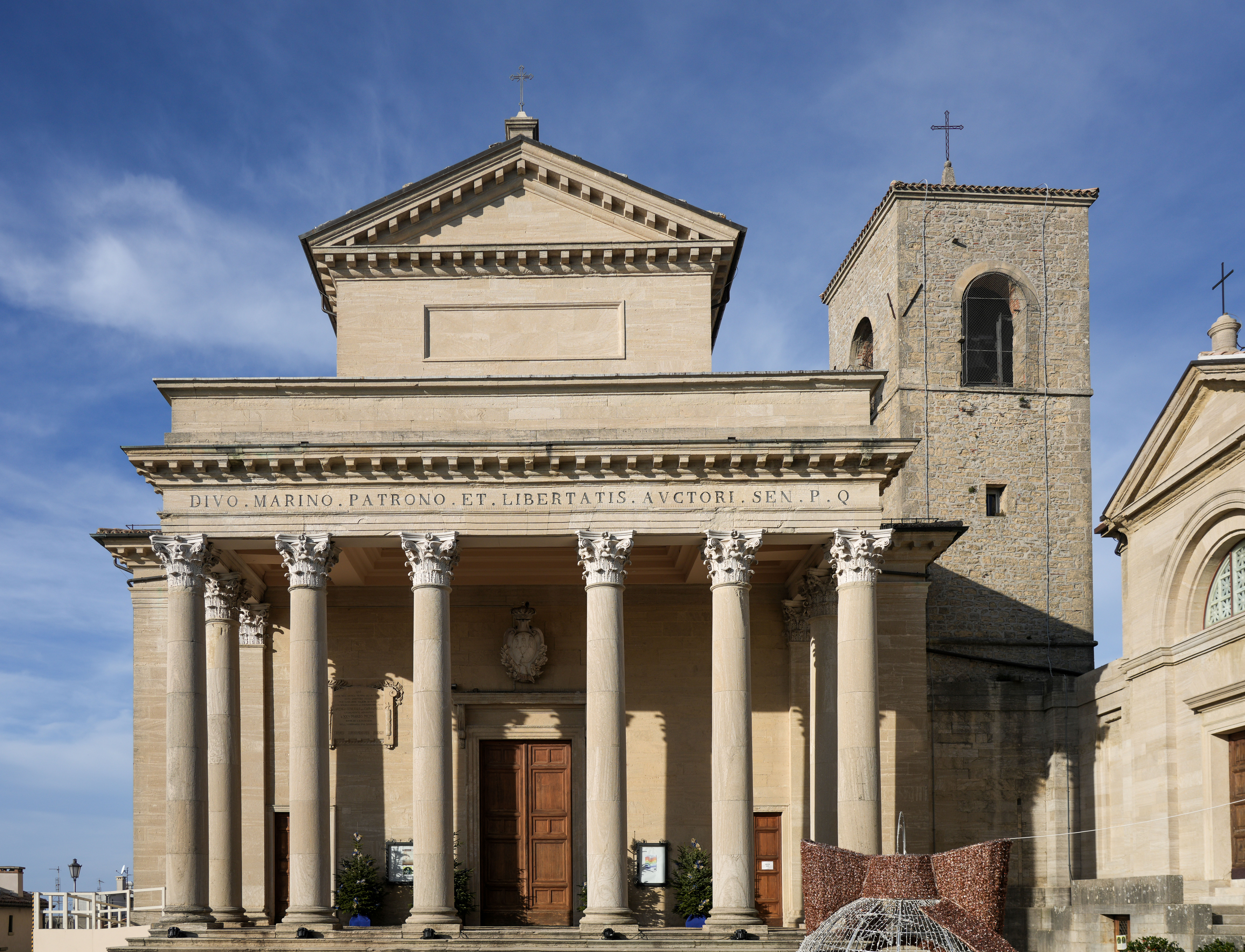
Basilica di San Marino

Římskokatolická církev je nejsilnější náboženskou organizací v San Marinu. Hlásí se k ní přes 97 % obyvatel. Vikariát republika San Marino, zahrnující území celého státu, se dělí na 12 farností a je součástí italské diecéze sanmarinsko-montefeltrské, jejíž hlavou je biskup Andrea Turazzi. Tato diecěze je sufragánní (podřízenou) k Arcidiecézi Ravenna-Cervia, která je začleněna do Církevní oblasti Emilia-Romagna.